# 🇳🇿
🇳🇿 is een Unicode vlagsequentie emoji die gebruikt wordt als regionale indicator voor Nieuw-Zeeland. De meest gebruikelijke weergave is die van de vlag van Nieuw-Zeeland, maar op sommige platforms (waaronder Microsoft Windows) ziet men de letters NZ.
De vlagsequentie is opgebouwd uit de combinatie van de Regional Indicator Symbols 🇳 (U+1F1F3) en 🇿 (U+1F1FF), tezamen de ISO 3166-1 alpha-2 code NZ voor Nieuw-Zeeland vormend.
Deze emoji is in 2010 geïntroduceerd met de Unicode 6.0-standaard.

## Gebruik

De landsvlag van Nieuw-Zeeland

Deze emoji wordt gebruikt als regionale aanduiding van Nieuw-Zeeland.

## Codering

De Emoji One-implementatie

### Unicode
In Unicode vindt men de 🇳🇿 met de codesequentie U+1F1F3 U+1F1FF (hex).

### Shortcode
Er zijn shortcodes  voor 🇳🇿; in Github kan deze opgeroepen worden met :new zealand:,  in Slack kan het karakter worden opgeroepen met de code :flag-nz:.